# DAF 44
La Daf 44 est une automobile du constructeur d'origine néerlandaise DAF.